# 湖麗脂鯉
湖麗脂鯉（学名：Astyanax lacustris）為輻鰭魚綱脂鯉目脂鯉亞目脂鯉科的其中一個種，為熱帶淡水魚，分布於南美洲巴西東部流域，棲息在底中層水域，生活習性不明。
其种加词“lacustris”意为“湖沼的”。